# Trichotanypus silesiacus
Trichotanypus silesiacus är en tvåvingeart som först beskrevs av Jean-Jacques Kieffer 1924.  Trichotanypus silesiacus ingår i släktet Trichotanypus och familjen fjädermyggor.
Artens utbredningsområde är Polen. Inga underarter finns listade i Catalogue of Life.